# میناتو-کو، ناگویا
میناتو-کو، ناگویا (به لاتین: Minato-ku, Nagoya) یک منطقهٔ مسکونی در ژاپن است که در ناگویا واقع شده‌است. میناتو-کو ۴۵٫۶۹ کیلومترمربع مساحت و ۱۴۷٬۹۷۳ نفر جمعیت دارد.